# Casalgrande Padana
Casalgrande Padana è società per azioni italiana costituita nell'anno 1960 nel distretto ceramico industriale di Casalgrande. Focalizza  la propria produzione sul grès porcellanato. La superficie degli impianti industriali è di 700.000 metri quadrati. La tipologia di prodotto si inserisce all'interno del settore delle piastrelle universali per pavimenti e rivestimenti di edifici.

## Storia
Nell'anno 1990 l'azienda istituisce Grand Prix, un concorso internazionale che ha l'obiettivo di premiare le opere che meglio valorizzino le proprietà tecniche e le potenzialità espressive del grès porcellanato. Ogni anno la giuria è composta da diversi architetti e designer.